# Paula Eerola
Paula Eerola (Joensuu, 10 de enero de 1962) es una física y profesora finlandesa.

## Biografía
Estudió física e hizo un doctorado en filosofía en la Universidad de Helsinki.
Durante la década 1990 Eerola trabajó en la Organización Europea para la Investigación Nuclear (CERN) en Suiza, también en la Universidad de Lund en el área de planificación y construcción del Experimento ATLAS.
Eerola fue elegida miembro de la Academia de Ciencias de Finlandia en 2012 y es miembro de la Sociedad de Ciencias de Finlandia.
Trabaja como profesora de física experimental de partículas y vicerrectora de Investigación e Infraestructuras de Investigación en la Universidad de Helsinki.